# Rubus canescens
Espèce
La Ronce tomenteuse ou ronce blanchâtre (Rubus canescens) est une espèce de plantes à fleurs de la famille des rosacées.

## Synonymes
- Rubus cinereus (Rchb.)
- Rubus hypoleucus (Vest)
- Rubus thyrsiflurus proles rotundipetalus ((P.J. Mill.) Boulay)
- Rubus tomentosus (Borkh.)
- Rubus subparilis (Sudre)
- Rubus subvestitus (Borbàs)

## Description
Rubus canescens est une ronce épineuse et duveteuse. Elle possède des turions faibles, marqués par un petit canal en gouttière sur ses faces, il possède des tiges recouvertes de petites épines en forme d’aiguillon ainsi que des épines en forme de faucille.
Les feuilles comportent un fin duvet et sont blanches sur la face inférieure. Les feuilles sont composées de trois à cinq folioles grossièrement dentés, la feuille terminale est obovale (en forme d'œuf).
Les rameaux florifères sont longs, garnis de petits aiguillons crochus. Les fleurs sont regroupées en inflorescence longue et étroite. Leur pédoncule est ascendant. Fleurs à cinq pétales blanc jaunâtre.

## Habitat
Cette ronce aime les lieux secs et calcaires. En France on la rencontre principalement dans le Sud et l'Est. Elle est aussi présente dans toute l’Europe méridionale, en Europe centrale et de l'Asie occidentale à la Perse.

## Sources
- Les Jardins de Valloires dans la Somme sont le conservatoire national des ronces.